# Ernst Henrici (Senator)
Ernst Robert Johannes Henrici (* 7. Juni 1866 in Bremen; † 11. Februar 1926 ebenda) war ein deutscher Jurist und Senator im Senat der Freien Hansestadt Bremen (DDP).

## Leben
Ernst Henrici wurde im Juni 1866 in Bremen als Sohn des Pastors Hermann Henrici und dessen Ehefrau Dorothee (geb. Becker) geboren. Er studierte Rechtswissenschaften und war im 20. Jahrhundert als Richter in Bremen tätig. 1883 war er Gründungsmitglied des Rudervereins Brema, aus dem 1946 der Bremer Ruder-Club „Hansa“ hervorging.
Er starb am 11. Februar 1926 im Alter von 59 Jahren in Bremen.

### Politik
Henrici wurde 1918/19 Mitglied der liberalen Deutschen Demokratischen Partei (DDP). 
Er war nach dem Ersten Weltkrieg 1919/1920 Mitglied in der verfassunggebenden Bremer Nationalversammlung. Von 1920 bis 1926 (†) war er Senator im Senat unter Bürgermeister Martin Donandt (parteilos).